# Tina Alasia
Tina Alasia (Torí, 4 de juliol de 1876 - 10 de maig de 1948) fou una mezzosoprano italiana. Va ser un veritable especialista wagneriana, triomfa en els papers de Brangäne, Ortrud, Fricka, Erda. Fou la Mare a Madama Butterfly de Puccini en la seva estrena i va tenir un dels papers protagonistes en l'estrena mundial de Mosè de Giacomo Orefice. La temporada 1912-1913 va actuar al Gran Teatre del Liceu de Barcelona.

## Al Liceu
La temporada 191a-1913 cantà al Liceu de Barcelona Un ballo in maschera, Fricka a Die Walküre i Erda a Siegfried.